# ناغاساكي (محافظة)
محافظة ناغاساكي (باليابانية: 長崎県 ناغاساكي-كن) هي محافظة في اليابان تقع في جزيرة كيوشو، عاصمتها هي مدينة ناغاساكي.

## تاريخ
تعتبر محافظة ناغاساكي خليط من عدة ثقافات غربية وصينية وكورية ويابانية بسبب قربها من الصين وكوريا واعتبارها بوابة اليابان الجنوبية التي استقطبت أوائل البعثات الأجنبية إلى اليابان.
في القرن السادس عشر بدأت البعثات الكاثوليكية التبشيرية بالوصول على سفن التجار من البرتغال ونشطت في ناغاساكي وهيرادو. وبعد أن أخذت البعثات التبشيرية بعض الحرية في عهد أودا نوبوناغا، تعرضت للكثير من الضغوطات من قبل حكومة توكوغاوا ومنعت المسيحية كجزء من سياسة العزل الوطنية لليابان، حيث أجبر موظفي الحكومة الأجانب على الدوس على فوميه التي رسم عليها صورة المسيح لبرهان بأنهم من غير أتباع الديانة المسيحية، وعقاب من كان يأبى عن ذلك.
أثناء إصلاح ميجي تحولت ناغاساكي وساسيبو إلى موانئ هامة للتجارة الدولية بالإضافة إلى استخدامها كقواعد عسكرية بحرية ومصانع للسفن تتبع البحرية الإمبراطورية اليابانية حتى الحرب العالمية الثانية.

## سياحة
- ناغاساكي (المدينة الرئيسية في المحافظة)
  - كوفوكوجي
  - سوفوكوجي
  - ضريح سووا
- هيرادو
  - قلعة هيرادو
- ساسيبو
  - جزر كوجوكو
- شبه جزيرة شيمبارا
  - جبل أونزين
  - قلعة شيمبارا

## توأمة
لناغاساكي (محافظة) اتفاقيات توأمة مع كل من:
- فوجيان (16 أكتوبر 1982 - )[6]
- بوسان (25 مارس 2014 - )[6]
- شانغهاي

## أعلام
- شوتا سونودا
- هيدأكي موري
- ماساهيرو موري
- كازومي تسوبوتا
- ماسافومي يوكوياما
- كازوهيرو موراتا

## وصلات خارجية
- موقع محافظة ناغاساكي